# Barbour County (Alabama)
Barbour County je okres ve státě Alabama v USA. K roku 2010 zde žilo 27 457 obyvatel. Správním městem okresu je Clayton. Celková rozloha okresu činí 2 343 km². Na východě sousedí se státem Georgie.

## Sousední okresy
| Růžice kompasu | Bullock County (Alabama) |                            | Russell County                            | Růžice kompasu |
| Růžice kompasu | Pike County              | Sever                      | Quitman County (GA) a Stewart County (GA) | Růžice kompasu |
| Růžice kompasu | Pike County              | Barbour County (Alabama)   | Quitman County (GA) a Stewart County (GA) | Růžice kompasu |
| Růžice kompasu | Pike County              | Jih                        | Quitman County (GA) a Stewart County (GA) | Růžice kompasu |
| Růžice kompasu |                          | Dale County a Henry County | Clay County (GA)                          | Růžice kompasu |